# انتخابات الرئاسة البرازيلية 1960
انتخابات الرئاسة البرازيلية 1960 هي انتخابات رئاسية جرت في 3 أكتوبر 1960، في البرازيل، لانتخاب رئيس البرازيل.
فاز بالانتخابات جانيو كوادروس.